# Havrîkî, Nedrîhailiv
Havrîkî (în ucraineană Гаврики) este un sat în comuna Kozelne din raionul Nedrîhailiv, regiunea Sumî, Ucraina.

## Demografie
Componența lingvistică a localității Havrîkî
     Ucraineană (83,33%)
     Rusă (16,67%)
Conform recensământului din 2001, majoritatea populației localității Havrîkî era vorbitoare de ucraineană (83,33%), existând în minoritate și vorbitori de rusă (16,67%).